# 106 Діона
106 Діона (106 Dione) — астероїд головного поясу, відкритий 10 жовтня 1868 року.
Тіссеранів параметр щодо Юпітера — 3,175.